# Shape (surf)
Cet article concerne la forme d'une planche de surf. Pour le centre de commandement militaire des forces de l'OTAN, voir SHAPE.
 (avril 2012).
Si vous disposez d'ouvrages ou d'articles de référence ou si vous connaissez des sites web de qualité traitant du thème abordé ici, merci de compléter l'article en donnant les références utiles à sa vérifiabilité et en les liant à la section « Notes et références ».
En surf, le shape désigne la forme d'une planche de surf.

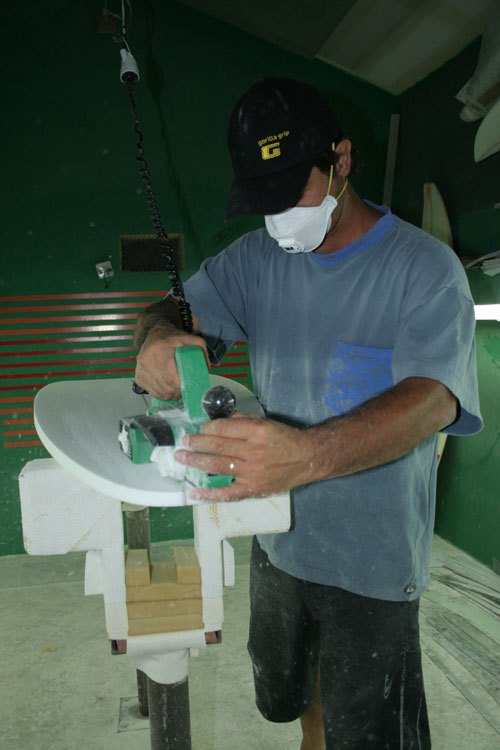
Travail sur le shape d'une planche.

## Matériaux
Les méthodes et les matériaux pour construire une planche de surf sont nombreux. On peut shaper une planche à partir d'un pain de mousse polyuréthane ou à partir d'un pain de mousse polystyrène (le mode de fabrication d'une planche polystyrène sera différent selon qu'il s'agit d'un polystyrène extrudé ou expansé).
- Les pains de mousse polyuréthane se stratifie (ou se glass) à la résine polyester ou époxy. En revanche, la mousse polystyrène ne se stratifie qu'à la résine époxy. Si la mousse polystyrène est stratifiée avec une résine polyester, la mousse polystyrène fondra.

De nos jours, la mousse polyuréthane, ou mousse PU, est le matériau le plus répandu dans le shape.
- Dans le shape, on utilise les unités de mesure anglo-saxonnes : le pouce et le pied (1 pied = 12 pouces (inch), 1 pouce = 25.4mm, 1 pied = 304.8mm).

## Terminologie
Le shape d'une planche de surf se définit selon un vocabulaire précis :
- Rails ou carres de la planche
- Outline ou forme générale de la planche
- Rocker ou courbure générale des planches
- Lift ou courbure au niveau du tail
- Scoop ou courbure au niveau du nose
- Deck ou pont, qui correspond au dessus de la planche
- Bottom ou carène, qui correspond au dessous de la planche
- Nose ou nez de la planche
- Tail, qui est la partie arrière de la planche
- Widepoint ou maître bau, qui définit le point le plus large de la planche
- Fins ou dérives
- La latte centrale[Quoi ?].

## Les différents types de shape
- Le shortboard
- Le shortboard retro
- Le fish
- L'egg
- Les planches de type Bonzer
- Le gun
- Le longboard
- L'alaia

## Les différents modes de fabrication
L'évolution permanente de la pratique du surf se traduit par l'apparition de nouvelles technologies dans la fabrication de planche.
De nouvelles techniques de fabrication de planches sont apparues, notamment avec l'arrivée de la technologie Tuflite et les pains de mousse S-Core de la marque Salomon. 